# Kaleidoskop
Kaleidoskop (engleski: kaleidoscope, od kalo- + grčki: εἶδος: slika + -skop) optička je naprava, cijev duž koje su postavljena najčešće tri pravokutna zrcala, međusobno nagnuta pod oštrim kutom, obično od 60° ili 72°. Na jednoj je strani cijevi otvor za promatračevo oko, a na drugoj prozirna komorica u kojoj se nalaze šarena stakalca ili neki drugi sitni pomični predmeti. Kako se cijev vrti (rotira), sitni predmeti na njezinu kraju mijenjaju položaje, a višestrukom refleksijom nastaje niz centralnosimetričnih figura, koje tvore vrlo lijepe slike. Izumio ga je i patentirao David Brewster 1817. godine.

## Vanjske poveznice
- Kaleidoskop, Proleksis enciklopedija
- Kaleidoscope, Encyclopædia Britannica
- Brewster Kaleidoscope Society – international organization for kaleidoscope enthusiasts
- Kaleidoscope Mirror Designs  Arhivirana inačica izvorne stranice od 20. travnja 2010. (Wayback Machine)
- Kaleidoscope Resource (non-profit)
- Kaleidoscope Builders' Knowledge Base  Arhivirana inačica izvorne stranice od 29. lipnja 2011. (Wayback Machine)
- Shockwave Flash Kaleidoscope (move mouse around it)
- Kaleidoscope Review V2N1 – an issue of The New Kaleidoscope Review
- ArtScope – program emitting a visual effect of a kaleidoscope with the number of mirrors from 4 to 98